# Adriano Zumbo
Adriano Zumbo (nacido el 6 de noviembre de 1981) es un pastelero y presentador de televisión australiano. Abrió su primera pastelería en 2007 antes de ganar prominencia como invitado frecuente en MasterChef Australia. Zumbo es el anfitrión titular del programa de competencia de repostería australiano Zumbo's Just Desserts y juez en la serie web de Netflix Sugar Rush. Como figura popular, ha obtenido muchos apodos en los medios, incluyendo "Asesino Dulce", "Pastelero del Dolor", "el Señor Oscuro de la Cocina de Repostería" y "Lord Voldecake". También se le ha llamado "la respuesta de Australia a Willy Wonka".

## Primeros años y educación
Adriano Zumbo nació de padres italianos, Frank y Nancy Zumbo, de Calabria, en 1981, y creció en Coonamble, Nueva Gales del Sur, a 164 kilómetros al noroeste de Dubbo. Los padres de Zumbo eran propietarios del supermercado local IGA, donde desarrolló un gusto por lo dulce y un agudo sentido comercial. Sus primeros años los pasó en Italia, donde aprendió a apreciar varios tipos de café, reflejado en los productos culinarios inspirados en el café que se encuentran en las diversas pastelerías que poseía alrededor de Sídney.
Después de terminar la escuela, Zumbo viajó a Sídney para comenzar su aprendizaje como pastelero en 1997. Trabajó bajo renombrados iconos culinarios en Australia y Francia, incluyendo a Ramon Morato y Pierre Hermé.

## Carrera
Zumbo comenzó su carrera suministrando tartas caseras, muffins, brownies y pan de plátano a cafés locales en Sídney. Luego cambió a la venta de productos en mercados agrícolas antes de abrir su primera pastelería en Balmain en 2007. Hasta 2017, Zumbo tenía diez pastelerías en Sídney y Melbourne.
En agosto de 2018, la empresa de Zumbo fue puesta en administración voluntaria, con planes para que las tiendas existentes siguieran abiertas.

### Apariciones en televisión
Zumbo apareció en una serie documental de seis partes llamada Zumbo, que mostraba la rutina diaria del chef en su negocio de cocina en Balmain, que se emitió en SBS One en 2011.
Zumbo ha aparecido en todas las temporadas de MasterChef, comenzando con el desafío de hacer un croquembouche en la temporada 1. Su quinta aparición en 2010 desafió a los concursantes a recrear su torre de terror de macarons de frambuesa-betabel y aceituna negra. En tres días después de la emisión del episodio, había vendido 5000 macarons en su tienda de Balmain, cuadruplicando la tasa normal. El pastel de vainilla V8 de Zumbo fue presentado como un plato desafiante en la temporada 2010 de MasterChef y tiene capas de glaseado de vainilla, crema chantilly, gel de agua, macaron, brûlée, bizcocho chiffon, jarabe, ganache, crujiente de almendras y dacquoise de almendras. El pastel había sido creado originalmente en honor al 85 cumpleaños de Margaret Fulton, y fue así nombrado por sus ocho texturas de vainilla. En junio de 2016, el mismo pastel en capas fue listado como el número 8 en los 10 mejores postres culto de Sídney de 2016 según Good Food.
En agosto de 2016, Zumbo copresentó la serie de cocina de Seven Network Zumbo's Just Desserts con Rachel Khoo y Gigi Falanga. 
En la serie de Netflix de 2018 Sugar Rush, presentada por Hunter March, Zumbo es juez junto a Candace Nelson.
Controversia por no pagar a los trabajadores
En 2017, A Current Affair presentó acusaciones de que Zumbo pagaba menos de lo debido a su personal. Zumbo posteriormente confirmó que la empresa estaba pagando salarios atrasados debido a errores en la nómina.

## Publicaciones
En 2011, Zumbo publicó su primer libro, Zumbo: La cocina fantástica de Adriano Zumbo de delicias de otro mundo.
- Zumbo, Adriano (2011). Zumbo: La cocina fantástica de Adriano Zumbo de delicias de otro mundo. Murdoch Books (Sídney). [18]
- Zumbo, Adriano (2012). Zumbarons: Un país de fantasía de macarons. Murdoch Books (Crows Nest).[19]
- Zumbo, Adriano (2015). Los archivos de Zumbo: Descifrando los secretos de un maestro pastelero. Murdoch Books (Sídney).[20]

## Zumbo
Zumbo es una serie de televisión documental observacional australiana que sigue al pastelero Adriano Zumbo en su negocio de cocina en Balmain, Sídney.
La serie se estrenó el 10 de febrero de 2011 y constó de 6 episodios. Se emitió en SBS One los jueves a las 7:30 p. m.
El plato distintivo de Adriano son los macarons, y el primer episodio mostró la preparación del 'Día del Macaron', mientras la cocina producía cerca de 30,000 macarons multicolores. El episodio 2 se centró en la preparación de la nueva 'Colección de Verano' de Adriano, una serie de nuevas creaciones presentadas en un desfile de moda. El episodio 3 mostró a Adriano regresando a su ciudad natal, Coonamble, para ayudar a preparar uno de los eventos más importantes del año: el 70º cumpleaños de su padre.

## Vida personal
En 2017, Zumbo comenzó a salir con la concursante de My Kitchen Rules, Nelly Riggio. El 6 de mayo, justo 12 meses después de su propuesta, la pareja se casó. Adriano y Nelly esperan su primer hijo en noviembre de 2023.